# Лейва, Дэнни
Дэниел Улисес Лейва (англ. Daniel Ulises Leyva; 5 мая 2003, Лас-Вегас, Невада, США) — американский футболист, полузащитник клуба «Сиэтл Саундерс».

## Клубная карьера
Лейва присоединился к академии клуба «Сиэтл Саундерс» в 2017 году, перейдя из академии «Барселона Лас-Вегас». 29 сентября 2018 года 15-летний Лейва впервые сыграл за «Сиэтл Саундерс 2» в USL, выйдя в стартовом составе в матче против «Сан-Антонио». 16 октября он подписал профессиональный контракт с «Саундерс 2» на сезон 2019. 9 апреля 2019 года Лейва подписал контракт с первой командой «Сиэтл Саундерс» по правилу доморощенного игрока, став в возрасте 15 лет самым молодым игроком в истории клуба. В MLS он дебютировал 5 июня в матче против канадского «Монреаль Импакт», выйдя на замену на 81-й минуте вместо Алекса Рольдана. 5 октября в матче «Такомы Дифайенс» (бывшего «Сиэтл Саундерс 2») против «Фресно» он забил свой первый гол в профессиональной карьере. 19 января 2023 года Лейва подписал с «Сиэтл Саундерс» новый четырёхлетний контракт до конца сезона 2026 с опцией продления на сезон 2027.
24 апреля 2023 года Лейва был арендован «Колорадо Рэпидз» до конца сезона 2023 в обмен на $92 тыс. в общих распределительных средствах и пик третьего раунда Супердрафта MLS 2025. За «Рэпидз» он дебютировал 29 апреля в матче против «Ванкувер Уайткэпс», выйдя на замену на 89-й минуте. По окончании сезона 2023 срок аренды Лейвы в «Колорадо Рэпидз» истёк.

## Международная карьера
В 2019 году в составе юношеской сборной США Лейва принял участие в юношеском чемпионате КОНКАКАФ. На турнире он принял участие в матчах против команд Барбадоса, Гватемалы, Гваделупы, Панамы, Мексики и дважды Канады. Он был включён в символическую сборную турнира.
В том же году Лейва принял участие в юношеском чемпионате мира.
Лейва был включён в состав сборной США до 22 лет для участия в Панамериканских играх 2023.

## Достижения
Командные
 «Сиэтл Саундерс»
- Чемпион MLS: 2019
- Победитель Лиги чемпионов КОНКАКАФ: 2022

Личные
- Член символической сборной юношеского чемпионата КОНКАКАФ: 2019